# تومون
تومون هي منطقة تقع على خليج تومون على طول الساحل الشمالي الغربي لإقليم غوام غير المدمج بالولايات المتحدة. تقع في بلدية تاموننغ، وهي مركز صناعة السياحة في غوام.